# Sons o' Fun (musical)
Sons o' Fun foi uma revista musical estadunidense que estreou na Broadway em 1 de dezembro de 1941. Produzida por Jacob e Lee Shubert, a produção foi apresentada inicialmente no Winter Garden Theatre e, posteriormente, transferida para o 46th Street Theatre, onde encerrou suas atividades em 29 de agosto de 1943, totalizando 742 apresentações. O elenco principal incluía Olsen & Johnson, Carmen Miranda e Ella Logan. 

## Produção
Sons o' Fun estreou no Winter Garden Theatre em 1 de dezembro de 1941 e permaneceu em cartaz até 29 de março de 1943, quando foi transferido para o 46th Street Theatre, onde ficou até o encerramento do show em 29 de agosto de 1943. O musical foi dirigido por Lee e J.J. Shubert e produzido por Eddie Dowling, totalizando 742 apresentações. O elenco também contou com a participação dos Blackburn Twins.
Sons O' Fun tornou-se o principal espetáculo da Broadway naquele ano, rendendo mais de 41 mil dólares em sua primeira semana. Em 1 de junho de 1942, Carmen Miranda deixou a produção e partiu de volta para Hollywood.

## Elenco

### Elenco principal

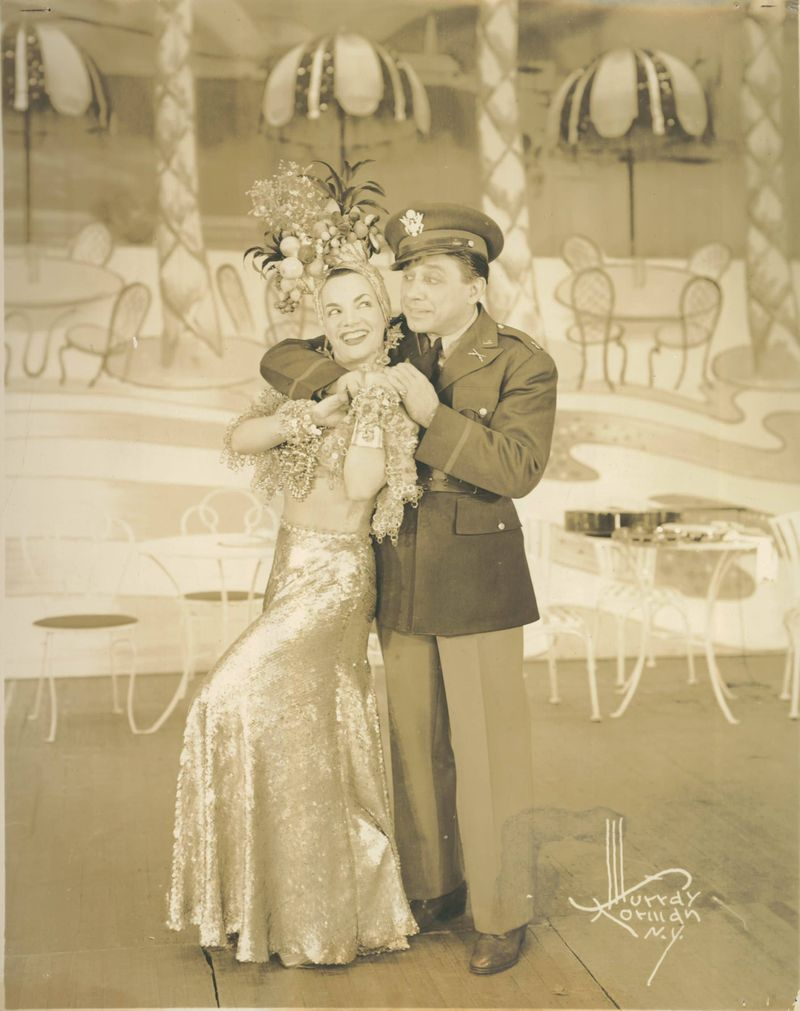
Carmen Miranda e Ole Olsen em Sons O’ Fun.

- Ole Olsen
- Chic Johnson
- Carmen Miranda
- Ella Logan

### Elenco secundário
- Frank Libuse
- Antonio Ruiz Soler
- Rosario Perez
- The Pitchmen (Al Ganz e Al Meyers)
- Joe Besser
- Lionel Kaye
- Walton & O'Rourke
- The Biltmorettes
- Ben Beri
- Margot Brander
- Milton Charleston
- (William) Moran & (Al) Wiser
- James Little
- Parker & Porthole
- Ivan Kirov
- Richard Craing
- Martha Rawlins
- Kitty Murray
- Vilma Josey
- Carter & Bowie
- Statler Twins
- Mullen Twins
- Crystal Twins
- Blackburn Twins
- Bruce Evans
- Eddie Davis
- John Howes
- Gene Winchester
- Paul Walton
- Don Tompkins
- Bill Moran
- Shorty Renna
- Ernest D'Amato
- Chu Chu Parr
- John Keno
- Catherine Johnson
- Stan Ross

### Conjunto
- Tommy Adams
- Alice Brent
- Trudy Burke
- Gloria Costa
- Shannon Dean
- Jean Elliott
- Georgia Francis
- Peggy Gallimore
- Amelia Gentry
- Emily Jewell
- Kay Lazell
- John Martin
- Virginia McCurdy
- Carol Murphy
- Olive Nicholson
- Eleanor Parr
- Eileen Shirley
- Diane Sinclair
- Winifred Seeley
- Al Anthony
- Tony Barrett
- Phil Clavadetscher
- Cliff Ferre
- Henning Irgens
- Jack McClendon
- Peter Nielson
- Albert Ruiz
- Carl Tress

## Recepção

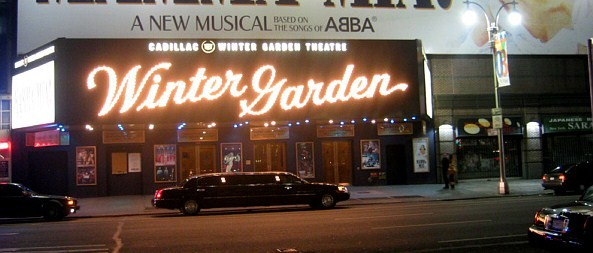
O Winter Garden Theatre em 2003.

As críticas a Sons O'Fun foram esmagadoramente positivas, muito em parte devido ao retorno de Carmen Miranda aos palcos da Broadway. A maioria dos críticos concordou que sua presença envolvente foi uma adição valiosa ao espetáculo, e seu charme não diminuiu ao longo das apresentações. O New York Tribune afirmou que Miranda, "com seu estilo excêntrico e altamente personalizado", foi o que elevou o show em relação ao seu antecessor, destacando que "seus números conferem ao espetáculo um toque de distinção". A Variety também ressaltou a diversidade de suas músicas, observando que, sendo mais fluente em inglês, Miranda não se limitava a cantar apenas em português. Ela apresentou novas canções escritas especialmente para ela por Jack Yellen e Sammy Fain, incluindo "Thank You, North America" e "Manuelo".
Uma das críticas menos favoráveis foi publicada no New York Journal American, que considerou a performance de Miranda inferior à de The Streets of Paris. Embora a crítica a descreva como "tão brilhante e travessa como sempre, tão provocativa e ousada", elogiando seu "canto cativante" e "presença fascinante", o crítico opina que seu material não é tão forte quanto o de sua estreia, dois anos antes. Ele conclui que "talvez ela se saísse melhor se dançasse um pouco menos, pois o brilho exótico parece não se encaixar no tom informal do diálogo com Olsen e Johnson antes da cortina".

## Números musicais
Primeiro ato:
- "The Joke's on Us"
- "Those Sons o'Fun" — Olsen & Johnson
- "It's a New Kind of Thing" — Ella Logan
- "Fun in One " — Ole Olsen
- "A Quiet Night In The Country" — Olsen & Johnson, Ella Logan
- "The Olsen & Johnson Mystery Hour" —
- "Meditation" —
- "The Pitchmen" —
- "Induction Center" — Ole Olsen
- "Oh, Auntie!" — Ella Logan
- "Moment Musicale" —
- "Some More Fun In One" — Ole Olsen
- "Porthole and Poopdeck" — Chic Johnson
- "Thank You, South America" — Ella Logan
- "Thank You, North America" — Carmen Miranda com o Bando da Lua